# Miedwieżyki
Miedwieżyki (białorus. Мядзвежыкі) – wieś w Polsce położona w województwie podlaskim, w powiecie siemiatyckim, w gminie Milejczyce. Leży nad rzeką Nurczyk.

## Historia
Według Pierwszego Powszechnego Spisu Ludności z 1921 roku wieś liczyła 32 domy i 145 mieszkańców (75 kobiet i 70 mężczyzn). Większość mieszkańców miejscowości, w liczbie 142 osób, zadeklarowała wyznanie prawosławne, pozostali zgłosili wyznanie rzymskokatolickie (w liczbie 3 osoby). Podział religijny mieszkańców wsi niemal całkowicie odzwierciedlał ich strukturą narodowo-etniczną, gdyż większość mieszkańców wsi, w liczbie 143 osób, podała narodowość białoruską, natomiast pozostali podali narodowość polską (2 osoby). W okresie międzywojennym wieś znajdowała się w powiecie bielskim.
W latach 1975–1998 miejscowość administracyjnie należała do województwa białostockiego.

## Urodzeni w Miedwieżykach
- Aleksander Wiszenko (1909-1982) - duchowny prawosławny
- Leonidas Wiszenko (1931-2016) - malarz, ikonopisiec, pedagog, działacz społeczności prawosławnej na Podlasiu
- Wacław Wiszenko (1915-1973) - żołnierz Polskich Sił Zbrojnych na Zachodzie

## O wsi
Prawosławni mieszkańcy wsi należą do parafii Narodzenia Najświętszej Maryi Panny w Rogaczach, a wierni kościoła rzymskokatolickiego do parafii św. Stanisława w Milejczycach.

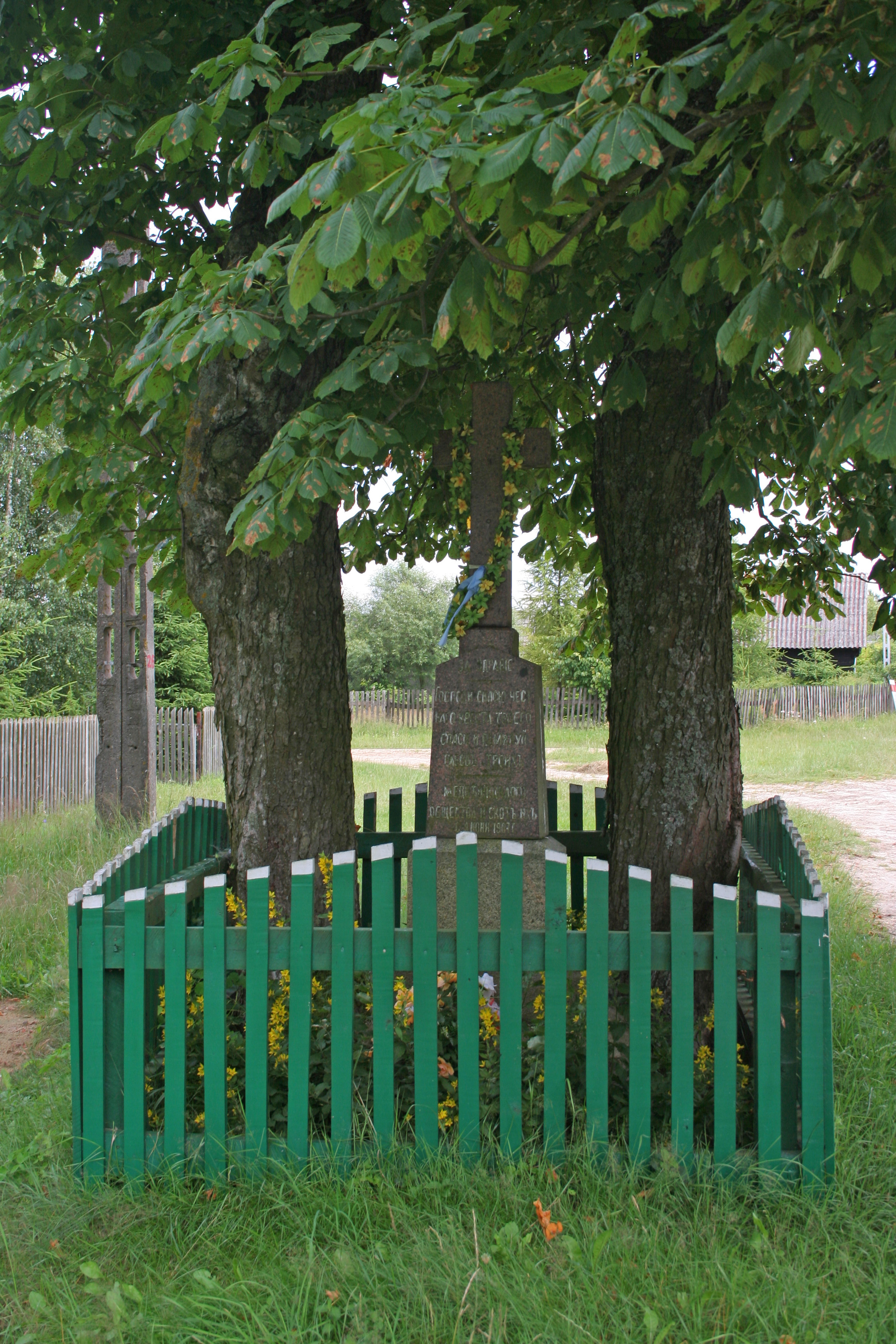
Prawosławny krzyż wotywny z cyrylicznymi inskrypcjami we wsi

## Galeria

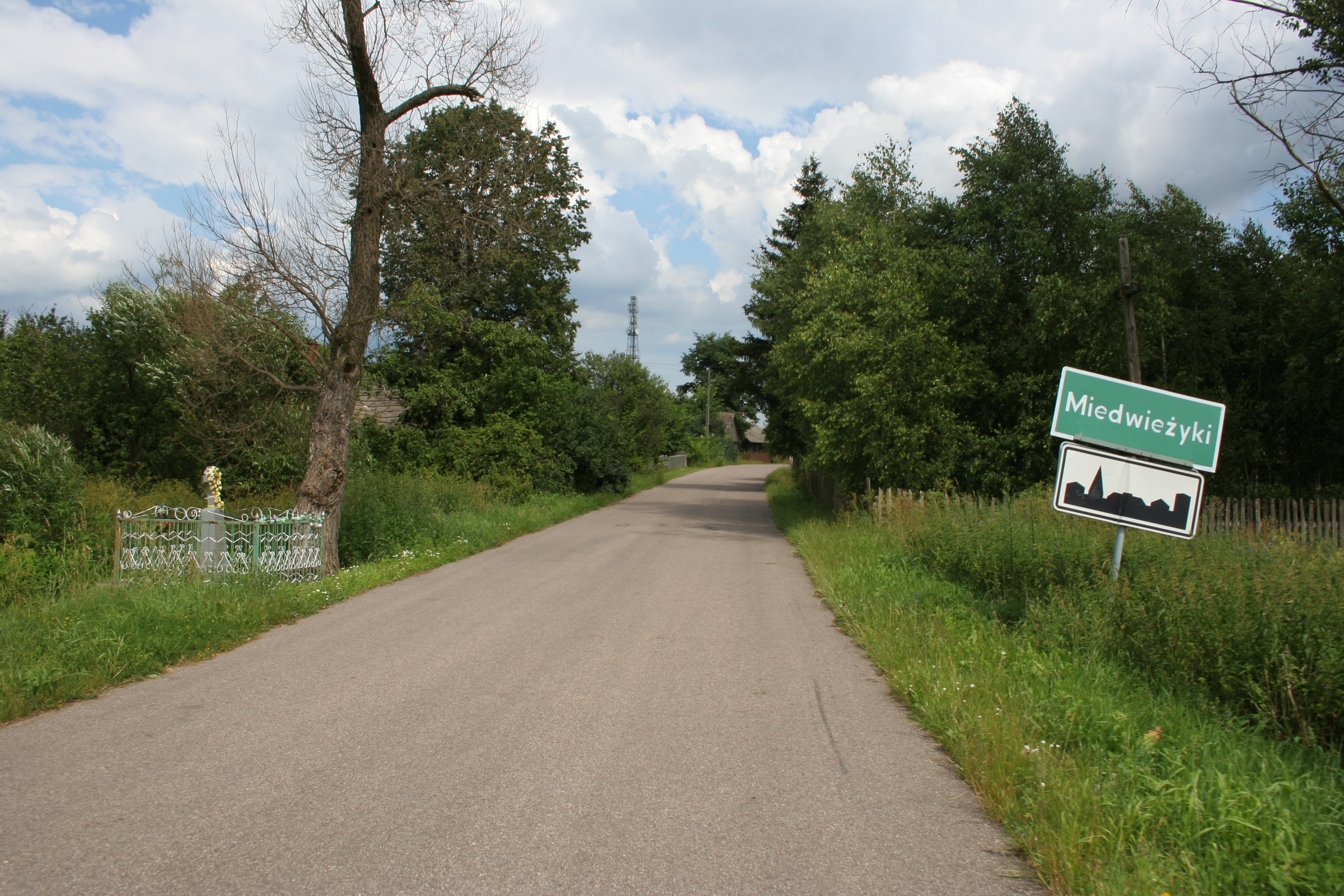
Wjazd do wsi
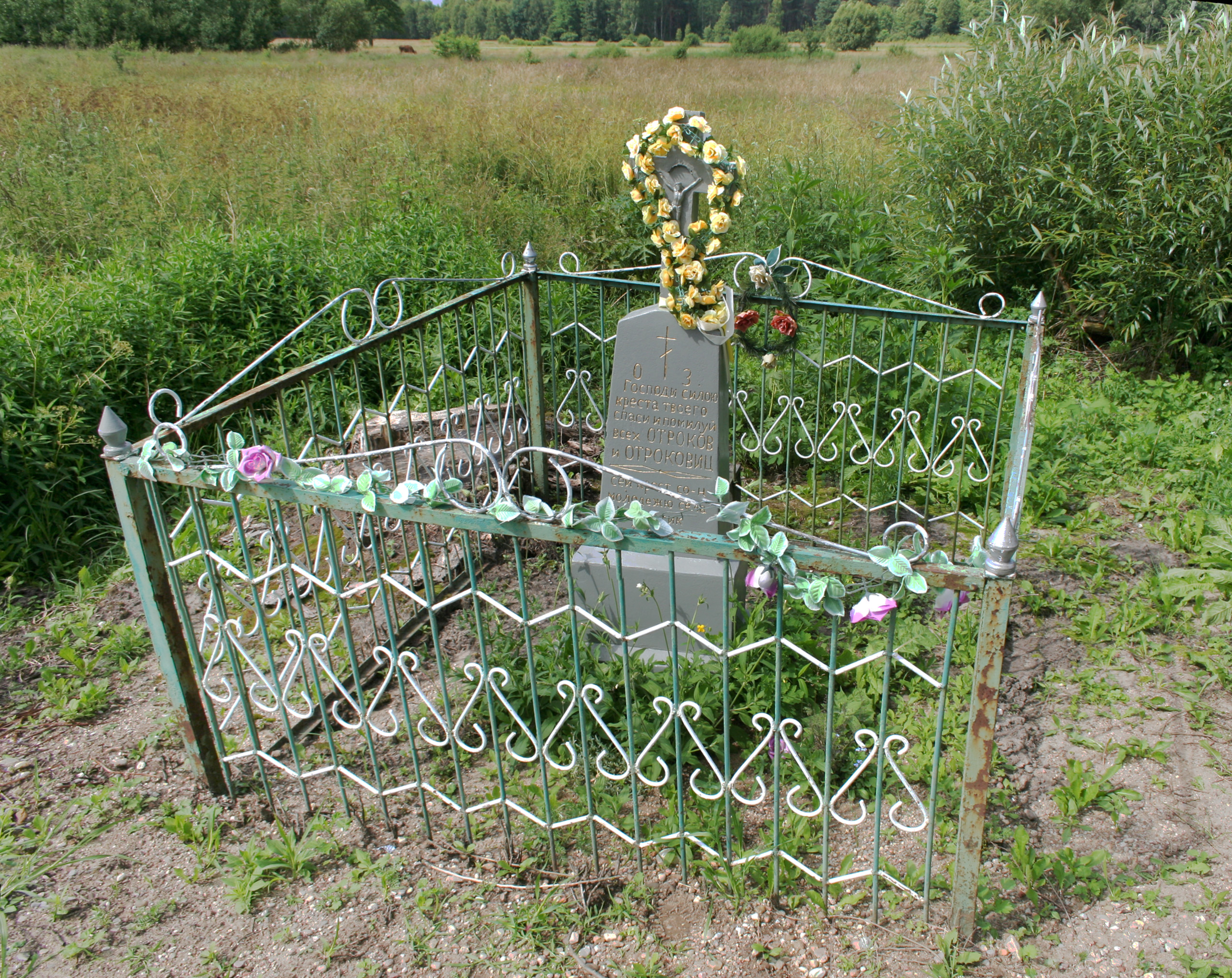
Prawosławny krzyż przydrożny z cyrylicznymi inskrypcjami
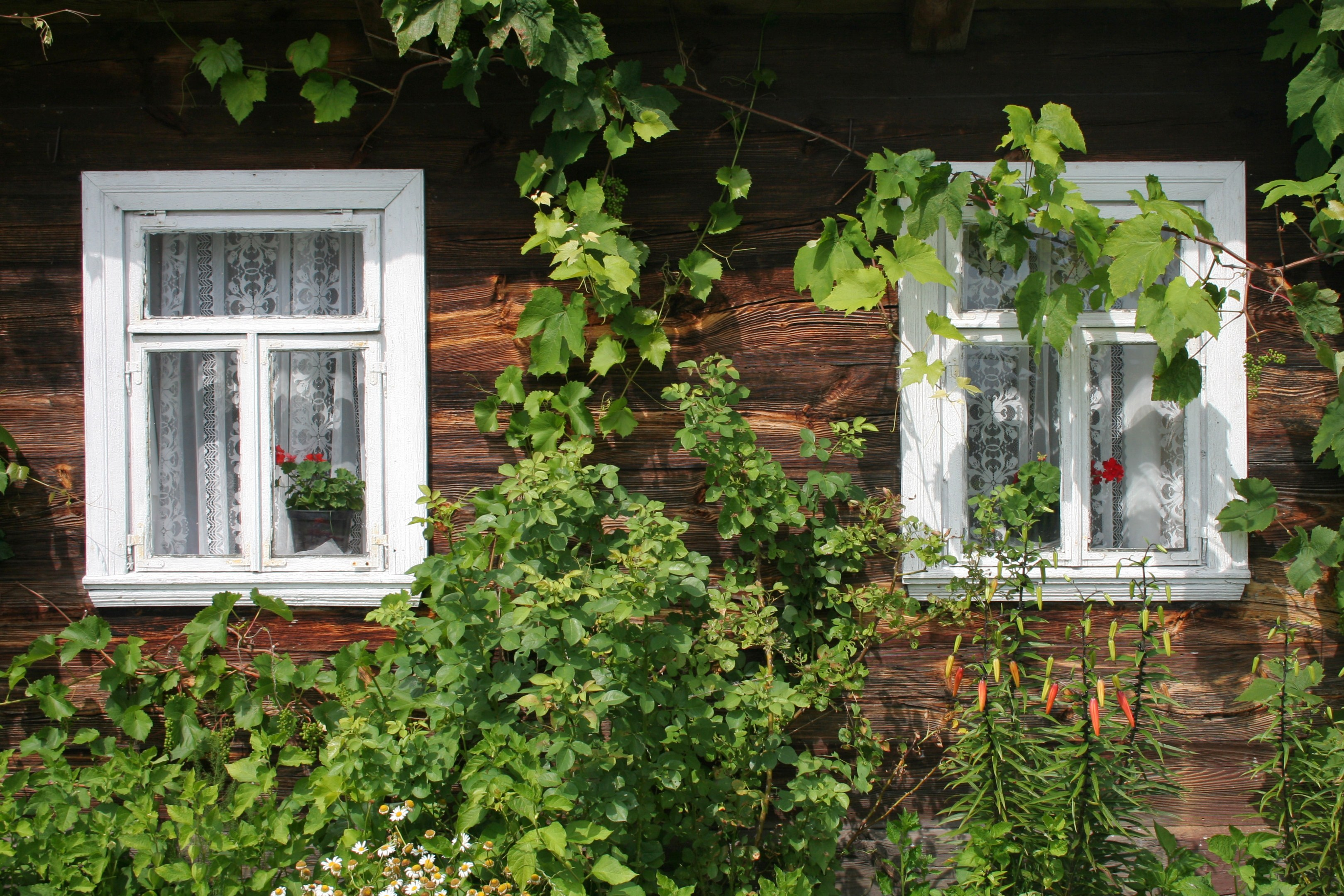
Jeden z drewnianych domów we wsi